# Namsang-myeon
Namsang-myeon (koreanska: 남상면) är en socken i kommunen Geochang-gun i provinsen Södra Gyeongsang, i den centrala delen av Sydkorea, 230 km söder om huvudstaden Seoul.